# Saint-Georges-sur-Allier
Saint-Georges-sur-Allier település Franciaországban, Puy-de-Dôme megyében. Lakosainak száma 1352 fő (2022. január 1.). Saint-Georges-sur-Allier Billom, Busséol, Chauriat, Mirefleurs, Pérignat-sur-Allier, La Roche-Noire, Saint-Bonnet-lès-Allier és Saint-Julien-de-Coppel községekkel határos.

## Népesség
A település népessége az elmúlt években az alábbi módon változott:
| Lakosok száma | 1212 | 1238 | 1260 | 1250 | 1256 | 1287 | 1307 | 1309 | 1352 |
|               | 2013 | 2015 | 2016 | 2017 | 2018 | 2019 | 2020 | 2021 | 2022 |